# Dugobazična interferometrija
Dugobazična interferometrija ili VLBI (akronim od engl. Very Long Baseline Interferometry: interferometar s vrlo dugačkom bazom) je vrsta astronomske interferometrije, koja se koristi u radio astronomiji,  a predstavlja uporabu međusobno povezanih i pažljivo koordiniranih radio teleskopa razmještenih širom svijeta, tako da djeluju kao jedan. Ona omogućuje istovremeno promatranje s više radio teleskopa, tako da obradom podataka dobijemo promatranje kao da je vršeno jednim radio teleskopom, veličine kao razmak između njih. 
Utvrđivanje postojanja radioizvora, najčešće izvora čiji su signali vrlo slabi i postizanje što veće rezolucije kod radio teleskopa je ograničeno. Zbog povećanja kutnog razlučivanja (rezolucije) i određivanja strukture vrlo slabih izvangalaktičkih radioizvora, astronomi su sredinom 1960-tih, po načelima optičke interferometrije, konstruirali radio interferometre.
Konstrukcijom radiointerferometara, sustava od dva ili više radio teleskopa, duljina baze (udaljenost između antena) jednaka je efektivnom promjeru radio teleskopa. Na taj je način izbjegnuta gradnja velikih antena, a znatno je povećano kutno razlučivanje (rezolucija). U prvim su interferometrijskim mjerenjima (engl. Short Baseline Interferometry – SBI), radiosignali primani prijamnicima s oscilatorom i preko kabela prenošeni u središnju korelacijsku stanicu. Udruživanje teleskopa pri promatranju na primjer kvazara ili praćenju svemirske letjelice Cassini-Huygens prilikom pada u atmosferu Titana, omogućava znatno povećanje razlučivanja.

## Primjena dugobazične interferometrije
Razvoj i primjene dugobazične interferometrije tehnike omogućile su globalna, brza i najpreciznija mjerenja na Zemlji. Dugobazična interferometrija unapređuje mjerenja u astrometriji i mnoga istraživanja u geoznanostima te je, između ostalog, primijenjen:
- U izučavanju promjenjljivosti Zemljine rotacije i kretanju Zemljine rotacijske osi, iskazane promjenom svjetskog vremena UT1 (Universal Time 1) i kretanjem polova (polhodija),
- U izučavanju i definiranju nebeskog i zemaljskog inercijalnog referentnog sustava,
- U izučavanju globalnog porasta razine mora,
- U izučavanju atmosfere, oceanske plime i oseke kao i vjetrova i njihovog utjecaja na elastičnu Zemljinu koru,
- U izučavanju dinamike Zemljine kore, tj. tektonskih pomicanja,
- U izučavanju oblika Zemljine kore i graničnog omotača, i drugo.

## Razvoj dugobazične interferometrije
Razvoj preciznih atomskih satova i frekvencijskih standarda, kao i mogućnost zasebnog zapisivanja radiosignala, omogućio je razvoj dugobazične interferometrije. Primljeni se radiosignali zajedno s vremenom pojedinačno zapisuju na svakoj anteni i pohranjuju na magnetske trake, te kasnije prenose u središnju korelacijsku stanicu i obrađuju. Fizička veza između antena ne postoji, a duljina baze ograničena je samo zahtjevom da radioizvor istodobno bude dovoljno dugo vremena “vidljiv” s dva radio teleskopa. 
Dugobazična je interferometrija omogućila astrofizičarima poboljšano proučavanje zvijezda, galaktika i međuzvjezdanog prostora, ali i našla veliku primjenu u položajnoj astronomiji i nekim geoznanostima. Optička astrometrijska određivanja promjenjljivosti Zemljine rotacije i kretanje Zemljine rotacijske osi (kretanje polova), određivanja dugoperiodičnih kretanja zemaljske osi u prostoru (nutacije i precesije) i drugo, zamijenila su vrlo precizna radiointerferometrijska mjerenja.
U dvije znanstvene discipline – astrofizici i geodeziji – dugobazična je radiointerferometrija ponajviše razvijana i primijenjena. Naime, u astrofizičkim studijama ustrojstvo i položaj radioizvora određuje se prema poznatoj duljini baze interferometra. Orijentacija i duljina baze određuje se u geodeziji uz pretpostavku da su položaji radioizvora poznati. Dvojnost problematike dugobazične interferometrije dovela je do suradnje između te dvije znanstvene discipline.

## Geometrija dugobazične interferometrije
Dugobazična interferometrija (VLBI) je u osnovi geometrijska metoda određivanja duljine i orijentacije vrlo duge baze, mjerenjem razlike vremena dolaska valnog fronta na dvije radio antene na krajevima baze. Naime, valni front ne dolazi na obje antene istodobno i osnovna opažana veličina je vremensko kašnjenje (zaostajanje) Dt koje je proteklo od trenutka prijama valnog fronta izvangalaktičkog radioizvora na jednoj anteni do trenutka prijama istog valnog fronta na drugoj anteni baze. Ono može biti:
- Geometrijsko zaostajanje. Uz pretpostavku da su stajališta bezpogrešna, instrumenti sinkronizirani, a opažani val svemirskog radioizvora prolazi potpunim vakuumom, interferometrijsko je zaostajanje tada geometrijsko zaostajanje, i nije dulje od 20 ms, s promjenama od 3,1 ms po sekundi, uzrokovano Zemljinom rotacijom. Geometrijska komponenta kašnjenja općenito je najveća komponenta opažanog zaostajanja.
- Satno zaostajanje. Opažački model zaostajanja ovisan je o stabilnosti stajališnog sata. Tako naprimjer, vodikov maser može u 24-satnoj sesiji kasniti ili brzati i do 0,19 ms.
- Troposfersko zaostajanje. Zaostajanje uzrokovano suhom i vlažnom komponentom troposfere, a iznosi oko 6,6 ns.
- Ionosfersko zaostajanje. Za normalnu ionosferu zaostajanje aproksimativno iznosi od 0,1 do 0,2 ns.

## Koncept dugobazične interferometrije
Suvremenu dugobazičnu interferometriju čine tri konceptualno slične tehnike dugobazične interferometrije:
- zemaljski dugobazična interferometrija (engl. ground-based VLBI)
- zemaljsko-svemirska dugobazična interferometrija (engl. space-ground VLBI)
- svemirsko-svemirska dugobazična interferometrija (engl. space-space VLBI)

Ograničene su duljine baza zemaljske dugobazične interferometrije, maksimalna duljina iznosi oko 1,5 Zemljinog polumjera. Znatnije povećanje duljine baze omogućeno je lansiranjem radio teleskopa u svemir.
U prvoj polovini 1990-tih, lansirani su u Zemljinu orbitu radio teleskopi koji su upotpunjeni sa zemaljskom mrežom dugobazične interferometrije. Na taj način počinje epoha svemirske dugobazične interferometrije. U najjednostavnijem slučaju svemirske dugobazične interferometrije jedna je stanica orbitalni dugobazični interferometrijski satelit, a druga je zemaljski radio teleskop. Radio teleskop u svemiru opažat će neki radioizvor u konjunkciji s mrežom antena na Zemlji, i prosljeđivati primljene signale do telemetrijske stanice na Zemlji. Nakon transmisije podaci se pohranjuju na specijalne magnetske trake. Mjerenja na svemirskim radioteleskopima zajedno s mjerenjima na zemaljskim radioteleskopima obrađuju se u središnjoj korelacijskoj stanici.  

### Oprema
Uobičajen zemaljski sustav dugobazične interferometrije sastoji se od najmanje dvije antene, prijemnika (engl. receiver), satnog i frekvencijskog standarda (MASER) i terminala za prikupljanje podataka DAT (engl. Data Acquisition Terminal).